# N-terminus

Takto vypadá schematicky N-terminální část proteinu

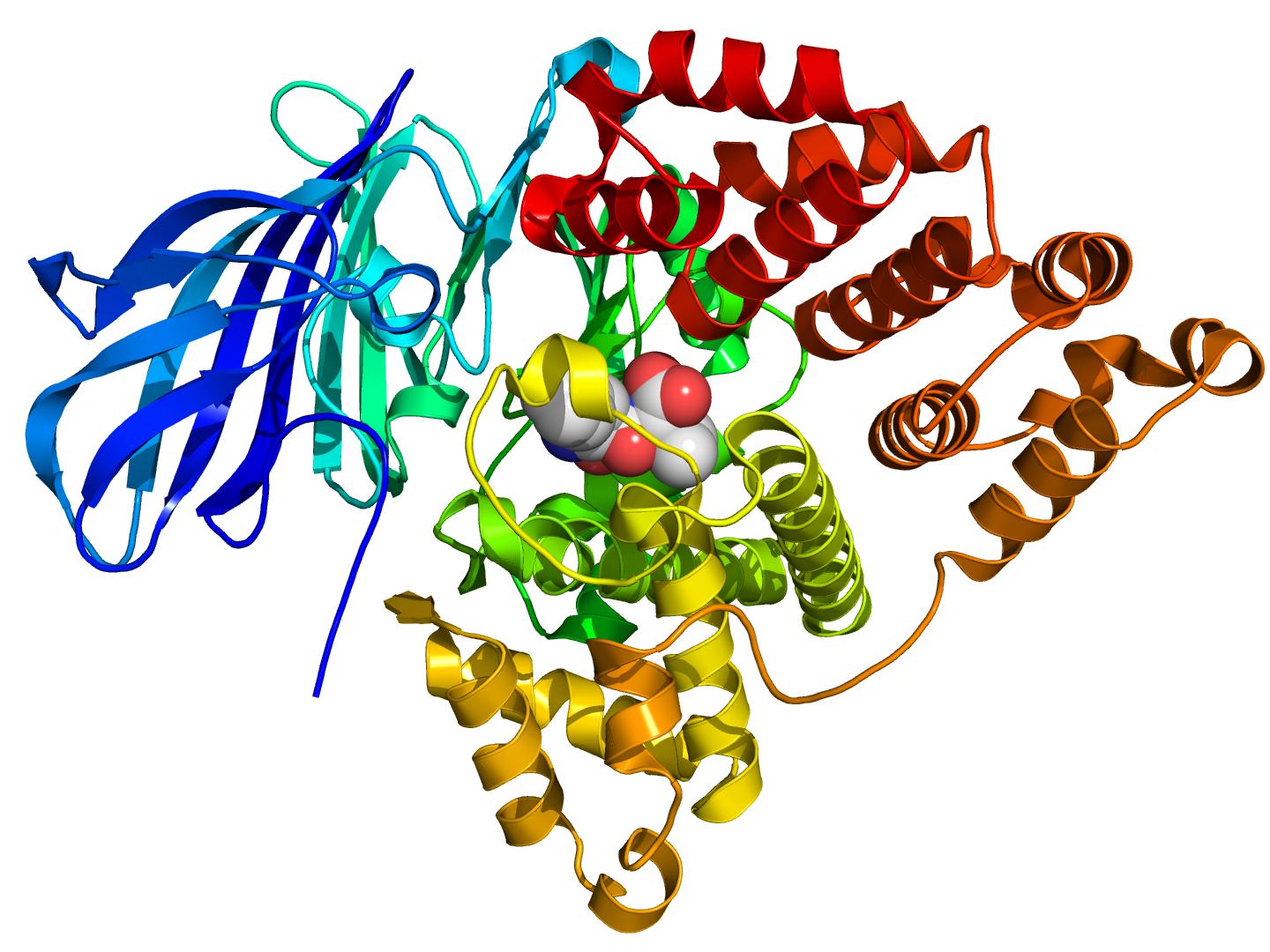
Tento protein má svůj N-terminus v levé dolní části (modře)

N-terminus (někdy též N-konec) je označení pro ten konec peptidu (případně polypeptidu, resp. proteinu), který končí –NH2 (aminovou) skupinou. Opačný konec proteinu se označuje jako C-terminus a je ukončen –COOH skupinou – díky tomu je polypeptid strukturně polarizovaný.

## Translace a proteolýza
Translace (syntéza proteinů) postupuje od N-terminu k C-terminu. N-terminální aminokyselinou proteinu je tedy ta aminokyselina, která se zařadila jako první (tzn. methionin eukaryot nebo formylmethionin bakterií), nicméně obvykle jsou tyto aminokyseliny vystřihnuty specifickou proteázou, a tak je N-terminální aminokyselinou obvykle až ta druhá v pořadí zabudovaná aminokyselina. Na ní záleží, jak bude protein stabilní. Ubikvitin ligázy rozeznávají především tyto aminokyseliny: arginin, lysin, histidin, fenylalanin, leucin, tyrosin, tryptofan, isoleucin, asparagin, kyselinu asparagovou, glutamin a kyselinu glutamovou. Tyto aminokyseliny tedy „odsuzují“ protein, jež je nese na svém N-terminu, k rychlému rozkladu (vysokému turnoveru). To se označuje jako pravidlo N-konce.

## Membránové proteiny

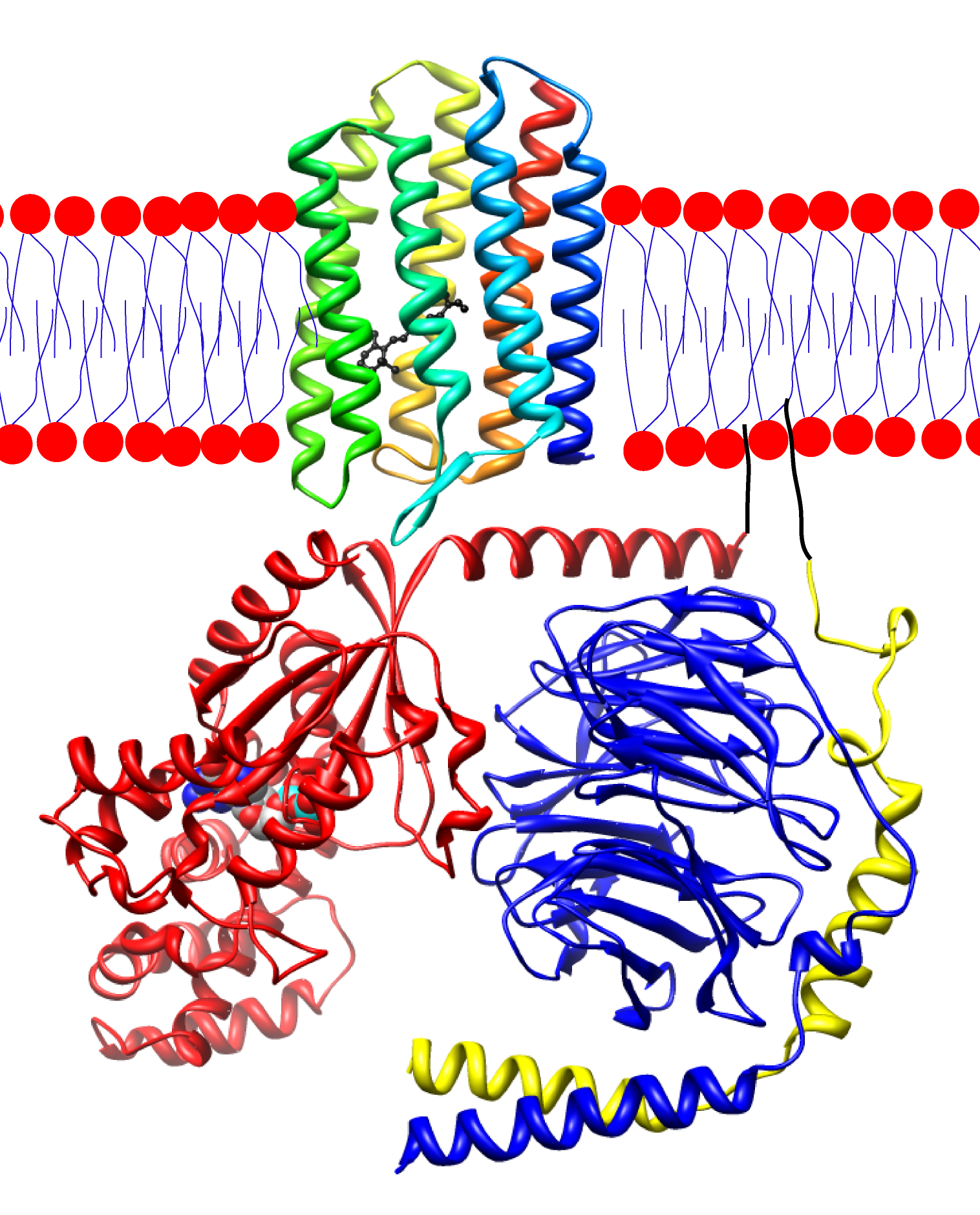
Další příklad N-konců na konkrétních proteinech. Transmembránový protein se jmenuje rhodopsin a jeho N-terminální část je červeně. Níže jsou dvě podjednotky transducin, periferní membránové proteiny, které se svými N-konci připojují pomocí mastných kyselin k membráně

Membránové proteiny mohou mít N-terminus jak na cytosolickou (vnitřní), tak na extracelulární (vnější) stranu cytoplazmatické membrány. Na N-terminálních koncích proteinů může docházet k myristoylaci (přidání kyseliny myristové) nebo palmitoylaci (přidání kyseliny palmitové), díky čemuž mohou vznikat zajímavé periferní membránové proteiny.

## Detekce
V mnohých případech je užitečné vědět, kolik N-terminů má daný protein (resp. proteinový komplex). Umožňuje to zjistit, zda se jedná o monomer nebo oligomer (tzn. zda se skládá z více polypeptidů). K identifikaci N-terminů je možno užít dvou metod. Jednou z možností je označit všechny N-terminální konce nějakým specifickým fluorescenčním nebo barevným substituentem, jako je např. 2,4-dinitrofenyl skupina (načež se podle intenzity zbarvení usuzuje na množství těchto substituentů). Druhou možností je odštěpit N-terminální aminokyselinu fenylisothiokyanátem za vzniku heterocyklické sloučeniny, jež lze následně kvantifikovat chromatograficky. Tato druhá metoda se označuje jako Edmanovo odbourávání.